# World Marathon Majors
Die World Marathon Majors (kurz WMM, Sponsorenname: Abbott World Marathon Majors) sind ein Zusammenschluss von Marathon-Veranstaltern. Sie wurden am 23. Januar 2006 von den Direktoren Guy Morse (Boston-Marathon), David Bedford (London-Marathon), Mark Milde (Berlin-Marathon), Carey Pinkowski (Chicago-Marathon) und Mary Wittenberg (New-York-City-Marathon) initiiert. Seit dem 2. November 2012 ist auch der Tokio-Marathon Teil der WMM und seit dem 4. November 2024 der Sydney-Marathon als siebte Veranstaltung. Offizieller Namenssponsor der Laufserie sind seit 2015 die Abbott Laboratories.
Durch die Einrichtung dieser internationalen Laufcup-Wertung wollten die fünf Veranstalter den Laufsport weiterentwickeln, mehr Aufmerksamkeit auf die Athleten lenken und das öffentliche Interesse an den Eliterennen fördern.

## Vorgeschichte

### Weltbester Marathonläufer
Im November 2003 kündigte die ING Groep überraschend die Einführung des ING World Marathon Ranking an, um damit geschlechterübergreifend einen weltbesten Marathonläufer zu bestimmen. In das komplexe Bewertungssystem sollten unter anderem der Abstand zum Weltrekord und zu Streckenrekorden zugehöriger Marathonveranstaltungen ebenso einfließen wie Boni für Platzierungen der schnellsten Läufer. In einer zweijährigen Auswertungsperiode sollten neben dem Marathon in New York City als Finalist und den Marathons der Olympischen Spiele und der Leichtathletik-Weltmeisterschaften auch folgende Rennen berücksichtigt werden:
- Tokyo International Women’s Marathon
- Fukuoka-Marathon
- Osaka Women’s Marathon
- Tokyo International Men’s Marathon
- Rotterdam-Marathon
- Paris-Marathon
- London-Marathon
- Boston-Marathon
- Berlin-Marathon
- Brüssel-Marathon
- Chicago-Marathon
- Peking-Marathon
- Amsterdam-Marathon

Preisgelder waren für die ersten Zehn vorgesehen.
Umgehend protestierten die Veranstalter von London, Boston, Chicago und Berlin dagegen – nicht nur, weil sie Konflikte mit ihren Sponsoren sahen, sondern vor allem, weil das Bewertungssystem erhebliche Schwächen aufweise. Sie argumentierten, dass das Feststellen von Rekorden Angelegenheit von Gremien wie World Athletics sei und nicht die kommerzieller Unternehmen.
Obwohl ING ankündigte, das Projekt mit den verbleibenden Veranstaltern durchführen zu wollen, verlief diese Initiative zunächst im Sande.

### Weltgrößter Wettlauf
Unter dem Namen The Greatest Race on Earth oder auch GROE kündigte im Oktober 2004 die Standard Chartered Bank eine übergreifende Teamauswertung der von ihr gesponserten vier Marathons (Nairobi-Marathon, Mumbai-Marathon, Singapur-Marathon und Hong Kong Marathon) an, die noch im selben Monat mit dem Nairobi-Marathon eröffnet und im Folgejahr mit dem Hong-Kong-Marathon abgeschlossen wurde. Die Teams durften beliebig zusammengestellt sein, also auch geschlechterübergreifend oder nur aus ein und demselben Läufer bestehen. Voraussetzung war allerdings eine Anmeldung, in der vorab festgelegt wurde, welches Teammitglied bei welchem Lauf teilnehmen würde.
Gewertet wurde die akkumulierte Gesamtzeit aus allen vier Rennen. Neben einer Hauptauswertung wurden auch solche nach Nationalität, Geschlecht und Individualleistungen vorgenommen.

## Neukonzeption
Das Bewertungssystem der World Marathon Majors wurde in Abstimmung mit World Athletics entwickelt.
Es stellt im Laufsport ein Novum dar. Anders als bei sonstigen Leistungsvergleichen werden nicht die erzielten Zeiten, sondern lediglich die Platzierungen berücksichtigt. Damit versucht man, den unterschiedlichen Streckenprofilen und -bedingungen der zugehörigen Veranstaltungen und den daraus resultierenden unterschiedlichen Zeiten gerecht zu werden.

## Reglement
Bei den sieben jährlichen Rennen in Tokio, Boston, London, Berlin, Chicago, New York und Sydney sowie den Marathonrennen bei den Olympischen Spielen und den Leichtathletik-Weltmeisterschaften von World Athletics können Athleten Punkte für die jeweiligen Serien sammeln. Nach jedem dieser Rennen erhalten die jeweils fünf besten Männer und Frauen ihren Platzierungen entsprechend Punkte.

### Serien
WMM-Veranstaltungen von zwei aufeinander folgenden Jahren bildeten eine WMM-Serie. Die erste startete am 17. April 2006 mit dem Boston-Marathon und endete am 4. November 2007 mit dem New-York-City-Marathon. Damit umfasste die erste Serie elf Rennen einschließlich des Marathons der Leichtathletik-Weltmeisterschaften 2007. Die Folgeserie beinhaltete immer auch das zweite Jahr der vorherigen, sodass eine Überlappung stattfand und damit jedes Jahr die Sieger ermittelt wurden.
Eine Änderung erfolgte im Jahr 2015. Die Serie geht nur noch über ein Jahr, das erste und das letzte Rennen ist am gleichen Ort. So wird in jeder Stadt alle sechs Jahre das finale Rennen stattfinden. Die bereits begonnene Serie 2014/15 wurde nachträglich gestrichen. Jeder Läufer kommt nur noch mit maximal zwei Ergebnissen in die Wertung.

### Wertung
Erzielbare Punkte:
- 25 für einen Sieg
- 15 für eine Zweitplatzierung
- 10 für eine Drittplatzierung
- 5 für eine Viertplatzierung
- 1 für einen fünften Platz

Mit der Regeländerung 2015 wurde ebenfalls die Punkteverteilung geändert:
- 25 für einen Sieg
- 16 für eine Zweitplatzierung
- 9 für eine Drittplatzierung
- 4 für eine Viertplatzierung
- 1 für einen fünften Platz

Die besten maximal vier, seit 2015/16 maximal zwei Ergebnisse einer Serie werden addiert. Bis 2013/14 musste an mindestens einem Wettbewerb pro Kalenderjahr teilgenommen werden. Bei Punktegleichstand entscheidet ein direkter Vergleich, erforderlichenfalls entscheidet ein Mehrheitsbeschluss der fünf WMM-Race-Direktoren abschließend.

### Preisgelder
Der jeweilige Gesamtsieger bei den Männern und den Frauen erhält 500.000 US-Dollar, für die Platzierten gibt es kein Preisgeld. Die Sieger wurden bis 2014 jeweils in New York City geehrt.

## Endergebnisse

### Siegerliste
| Serie   | Männer                           | Frauen                                              | Männer, Rollstuhl (seit 2024) | Frauen, Rollstuhl (seit 2024) |
| ------- | -------------------------------- | --------------------------------------------------- | ----------------------------- | ----------------------------- |
| 2006/07 | Robert Kipkoech Cheruiyot (KEN)  | Gete Wami (ETH)                                     |                               |                               |
| 2007/08 | Martin Kiptoo Lel (KEN)          | Irina Mikitenko (GER)                               |                               |                               |
| 2008/09 | Samuel Kamau Wanjiru (KEN)       | Irina Mikitenko (GER) -2-                           |                               |                               |
| 2009/10 | Samuel Kamau Wanjiru (KEN) -2-   | Irina Mikitenko (GER) -3-                           |                               |                               |
| 2010/11 | Emmanuel Kipchirchir Mutai (KEN) | Edna Ngeringwony Kiplagat (KEN)                     |                               |                               |
| 2011/12 | Geoffrey Kiprono Mutai (KEN)     | Mary Jepkosgei Keitany (KEN)                        |                               |                               |
| 2012/13 | Tsegay Kebede (ETH)              | Priscah Jeptoo (KEN)                                |                               |                               |
| 2013/14 | Wilson Kipsang (KEN)             | Edna Ngeringwony Kiplagat (KEN) -2-                 |                               |                               |
| 2015/16 | Eliud Kipchoge (KEN)             | Mary Jepkosgei Keitany (KEN) -2-                    |                               |                               |
| 2016/17 | Eliud Kipchoge (KEN) -2-         | Edna Ngeringwony Kiplagat (KEN) -3-                 |                               |                               |
| 2017/18 | Eliud Kipchoge (KEN) -3-         | Mary Jepkosgei Keitany (KEN) -3-                    |                               |                               |
| 2018/19 | Eliud Kipchoge (KEN) -4-         | Brigid Kosgei (KEN)                                 |                               |                               |
| 2019/21 | Albert Korir (KEN)               | Peres Jepchirchir (KEN) & Joyciline Jepkosgei (KEN) |                               |                               |
| 2022    | Eliud Kipchoge (KEN) -5-         | Gotytom Gebreslase (ETH)                            |                               |                               |
| 2023    | Kelvin Kiptum (KEN)              | Sifan Hassan (NED)                                  |                               |                               |
| 2024    | Benson Kipruto (KEN)             | Hellen Obiri (KEN)                                  | Marcel Hug (CH)               | Catherine Debrunner (CH)      |

## Six/Seven Star Finishers
Six Star Finisher werden Marathonläufer genannt, die die sechs bis 2024 gültigen World Marathon Majors absolviert haben. Nach dem Tokio-Marathon 2016 wurde die Six Star Finisher Medaille eingeführt. Im Juli 2018 wurde die Kampagne #ReachForTheStars gestartet. Dabei wurde eine Online-Datenbank vorgestellt, in der alle Ergebnisse der Marathon Majors bis 2006 bzw. Tokio 2013 abrufbar sind. Das System ermöglicht es Läufern, ein Profil zu erstellen, nach ihren „Stars“ zu suchen und sie ihrem Profil hinzuzufügen. In der öffentlichen Six Star Finishers-Hall of Fame werden im Jahr 2024 15.327 Finisher (5.147 Frauen, 10.179 Männer, 1 nichtbinäre Person) aufgeführt.
Seitdem Sydney im Jahr 2024 als siebter Marathon hinzugekommen ist, gibt es die Seven Star Finishers, zu der bisher 651 Finisher zählen.